# Визе (город)
Визе́ (фр. Visé, нидерл. Wezet, валлон. Vizé) — бельгийский город в провинции Льеж. Единственный франкоязычный город, граничащий с Нидерландами.

## История
Наиболее ранние артефакты, найденные на территории Визе, относятся к среднему палеолиту (около 100 000 года до н. э.). Много позднее, во времена Цезаря, в этом регионе жили эбуроны, одно из племен белгов, упомянутых в «Записках о Галльской войне».
Расцвет к Визе пришел в девятом веке, когда Карл Великий даровал городу право организации ярмарок. В 1330 году по приказу Адольфа II, князя-епископа Льежского, город был обнесён городской стеной. В 1467 году город пережил осаду герцога Бургундии Карла Смелого. В ходе голландской войны в Визе останавливался Людовик XIV (1672 и 1675). В 1672 «короля-солнце» в Визе сопровождал Шарль Ожье де Бац де Кастельмор, граф д’Артаньян, знаменитый мушкетёр, погибший при осаде Маастрихта в 1673 году. Двумя годами позднее Людовик XIV приказал разрушить городские стены Визе.
В двадцатом веке город сильно пострадал в ходе Первой мировой войны. После того как Германия выдвинула Бельгии ультиматум о пропуске германских армий к границе с Францией (2 августа 1914 года), а Бельгия его отвергла (3 августа), 4 августа германские войска перешли бельгийскую границу, в том числе и в Визе. 10 августа была обстреляна церковь, а 15 августа были разрушены около 600 жилых домов, ратуша, монастыри и здания гильдий. Здания были восстановлены по окончании войны.
После реорганизации структуры коммун Бельгии в 1977 году коммуна Визе также включает в себя деревни Аржанто, Шератт, Ланай, Ликс-Лон и Ришель.

## Достопримечательности

### Гильдии стрелков
Визе славится гильдиями арбалетчиков (основана в 1310 году) и стрелков из аркебузы (в 1579 году). Гильдия стрелков из аркебузы была создана князь-епископом Льежским Жераром де Грусбеком (фр. Gérard de Groesbeeck) для защиты города от испанских мародёров, осаждавших в то время Маастрихт под командованием герцога Пармского. Гильдии были распущены с французской оккупацией, однако были воссозданы в девятнадцатом веке. В 1910 году гильдия стрелков из аркебузы распалась на две, и сегодня дважды в год по улицам города маршируют представители трёх гильдий.

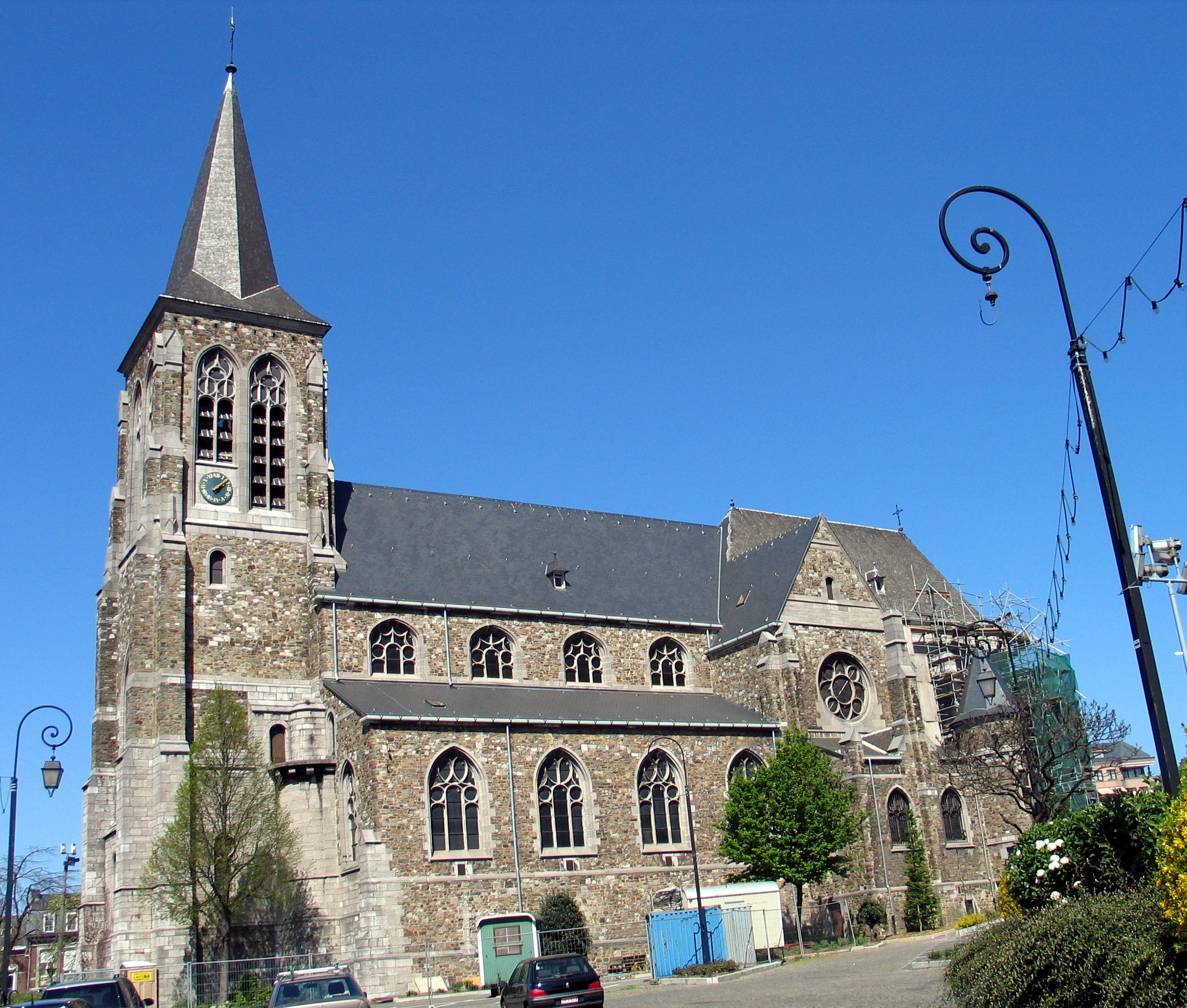
Церковь св. Мартина

### Церковь св. Мартина
Традиция приписывает сооружение первой церкви в Визе дочери Карла Великого Берте и датирует это событие 779 годом. В 881 году церковь была разрушена норманнами. В 1338 году в Визе прибыли монахи из Сель, восстановили церковь и перенесли мощи св. Гаделина. Несмотря на то, что церковь была включена в систему оборонительных сооружений города, ей не удалось устоять перед атакой войск Карла Смелого в 1467 году. Очередная реконструкция была выполнена в несколько этапов, однако и на этот раз церковь была разрушена (сожжена германскими войсками 10 августа 1914 года). Уцелели лишь готический хор (1524) и часть витражей. Церковь была снова восстановлена в 1924 году.

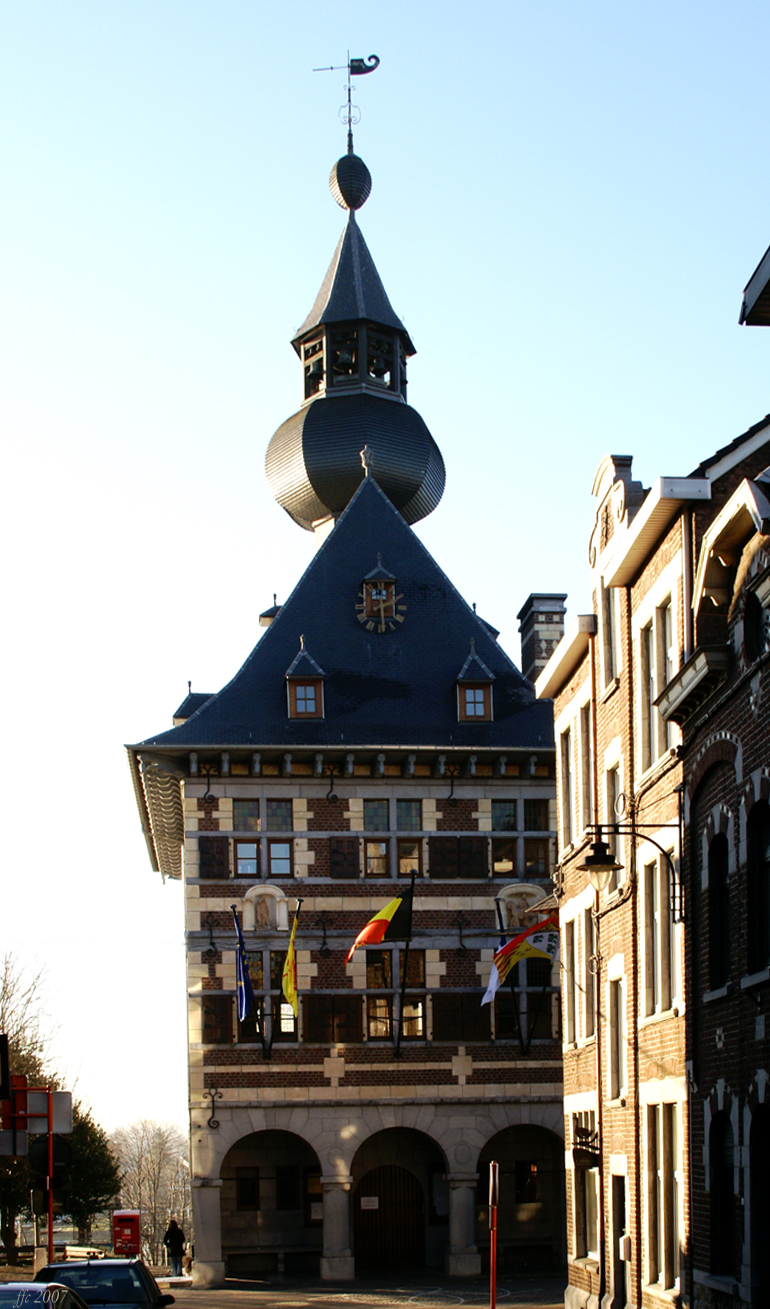
Ратуша

Церковь посвящена св. Мартину.

### Ратуша
Образчик архитектуры ренессанса ратуша Визе была построена между 1611 и 1613 годами и сильно пострадала в ходе первой мировой войны. В колокольне, высотой 34 м, расположен карильон. Каждый круглый час карильон исполняет «Où on peut être mieux» льежского композитора Андре Гретри. В пятнадцать и сорок пять минут — звук выстрела аркебузы, а в половину часа патриотическую «Valeureux Liégeois» аббата Раму. Вход в ратушу украшают гербы двух бургомистров, при которых строился Визе: Фрамбаха де ла Э (фр. Frambach de la Haye) и Дени де Маре де Шарнё (фр. Denis de Marets de Charneux).

### Имение тамплиеров
Здание XIII века, одно из восьми подобных владений, принадлежавших ордену на территории современной Бельгии. Последний приор бежал в Зеландию после запрещения ордена в 1312 году. В 1318 г. имение переходит к рыцарям мальтийского ордена. В 1675 году здания были разрушены войсками Людовика XIV, однако позднее они были восстановлены орденом. Рыцари владели имением вплоть до Великой французской революции.

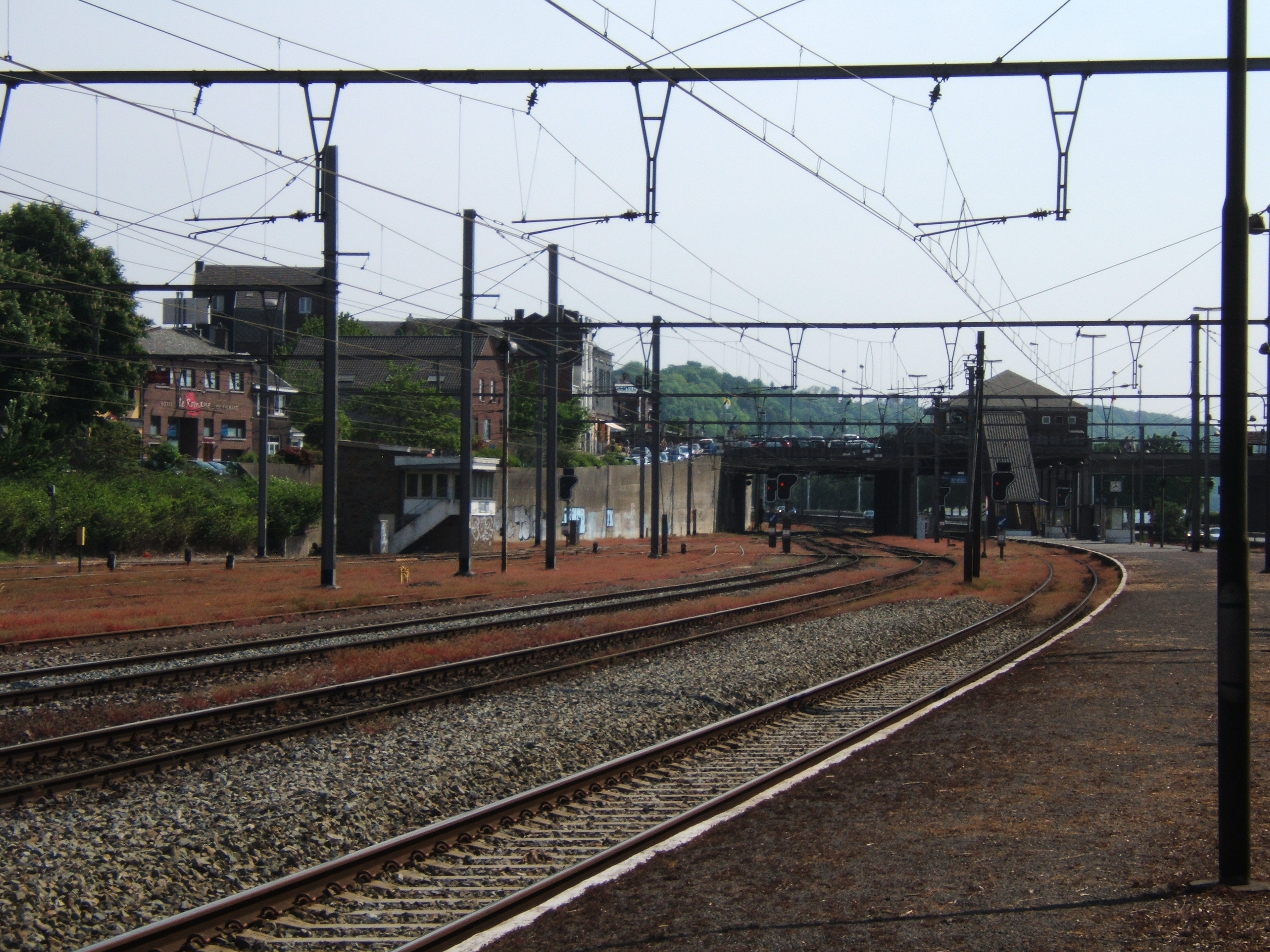
Вокзал Визе

### Музей археологии и истории
Экспозиция музея рассказывает о прошлом регина Визе, его археологии и архитектуре, истории и традициях. Один из залов полностью посвящён гильдиям Визе.

## Общественный транспорт
Визе расположен на пересечении двух железнодорожных веток: ветки 24, соединяющей Тонгерен и Ахен, и ветки 40, соединяющей Льеж и Маастрихт. Ветка 24 играет значительную роль в перевозке грузов: она входит в железнодорожную трассу, связывающую порт Антверпена с Рурской областью.
Сегодняшнее здание вокзала Визе было построено по плану архитектора Ноле в 1980 году.

## Спорт
- Футбольный клуб RCS Visé. Основан в 1924 году. Играл в третьем дивизионе чемпионата Бельгии по футболу в 1997, 1998, 2001, и 2006—2010, во втором дивизионе в 1999, 2000, и 2002—2005.
- Клуб регби Visé. Чемпион Бельгии (2000) и обладатель кубка Бельгии (2000).

## Знаменитые уроженцы Визе
- Рене де Слюз (1622 — 1685) — математик
- В ходе второй мировой войны Иван Ламбретт (фр. Ivan Lambrette) и Жак Жакобс (фр. Jacques Jacobs), священники из Визе, помогли спасти жизнь евреев, братьев Марселя и Альберта Фремдеров[6]. В 1978 году Ламбретт и Жакобс были признаны праведниками мира музеем Яд ва-Шем[7].